# Porsche 917 K
Chronologie des modèles (1970 - 1971)
Porsche 917 Porsche 917/20
La Porsche 917 K, également typographiée Porsche 917K est une voiture de course développée par Porsche et sa filiale sportive Porsche KG Salzburg pour courir dans la catégorie « Sport » de l'Automobile Club de l'Ouest et de la fédération internationale de l'automobile. Elle prend la suite de la Porsche 917 et devient la première Porsche de l'histoire à remporter les 24 Heures du Mans, en 1970.

## Genèse du projet

### Aspects techniques
Le moteur 12 cylindres à plat développe une puissance d'environ 600 ch à 8 400 tr/min, et un couple maximal d'environ 57,2 kg m (561 N m) à 6 400 tr/min.

## Histoire en compétition
Le prototype allemand est engagé pour la première fois en course, à l'occasion des 1 000 kilomètres de Buenos Aires.
La 917 K remporte les 24 heures du Mans 1970. Il s'agit de la première victoire au classement général du constructeur Porsche aux 24 Heures du Mans. L'année suivante, elle remporte à nouveau les 24 Heures du Mans, ainsi que les 1 000 kilomètres de Buenos Aires.